# Yulimar Rojas
Yulimar Rojas (født 21. oktober 1995) er en venezuelansk atlet, der konkurrerer i trespring.
Hun fik sit helt store gennembrud, da hun vandt VM-guld indendørs i 2016. Dette fulgte hun op på ved OL 2016 i Rio de Janeiro, hvor hun kvalificerede sig til finalen som syvendebedste. I finalen sprang forhåndsfavoritten Caterine Ibargüen fra Colombia 15,03 m og fik dermed guld, mens Rojas bedste spring blev på 14,98 m, hvilket sikrede hende sølvet foran kasakhiske Olga Rypakova med 14,74 m.

Siden 2017 har Rojas været altdominerende i trespring for kvinder, og hun blev verdensmester udendørs i 2017 og indendørs i 2018, verdensmester igen udendørs i 2019 og vinder ved de panamerikanske mesterskaber samme år. 
Ved OL 2020 i Tokyo (afholdt i 2021) var Rojas derfor storfavorit, og med 15,41 m i første spring i finalen lagde hun sig klart i spidsen. I sidste forsøg lykkedes det hende at slå den 26 år gamle rekord på 15,50 m, da hun kom ud på 15,67 m, hvilket naturligvis sikrede hende guldmedaljen. Portugisiske Patrícia Mamona fik sølv med 15,01 m og spanske Ana Peleteiro bronze med 14,87 m.